# مقیاس وضعیت ناتوانی گسترده

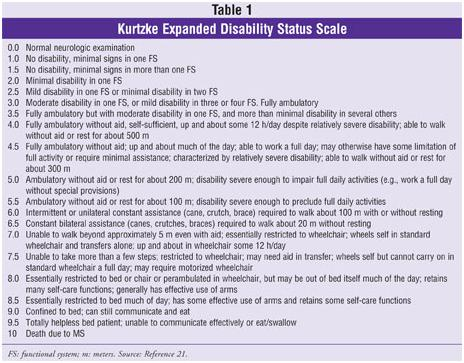
مقیاس وضعیت ناتوانی کورتزکه (kurtzke)

مقیاس وضعیت ناتوانی گسترده (به انگلیسی: Expanded Disability Status Scale) یا به طور خلاصه EDSS روشی برای تعیین کمی معلولیت در بیماران ام‌اس است. این مقیاس توسط جان اف. کورتزک (John F. Kurtzke) معرفی شد. EDSS بر اساس معاینه عصبی توسط یک پزشک بالینی اندازه‌گیری می‌شود، اما نسخه‌های مختلفی از آن وجود دارد در آنها که خود بیمار این امکان را دارد که خود را بسنجد. مقیاس وضعیت ناتوانی گسترده به طور گسترده مورد استفاده قرار می‌گیرد، اما به دلیل برخی محدودیت‌هایش، از جمله تاکید بیش از حد بر راه رفتن مورد انتقاد قرار گرفته است.